# 塞西莉亚·格里尔森
塞西莉亚·格里尔森（1859年11月22日-1934年4月10日）是阿根廷内科医生、改革家、自由思想者，阿根廷女权支持者，也是阿根廷第一位获得医学学位的女性。曾任国际妇女理事会副主席，并创办阿根廷第一所护理学校。